# レオーニ門

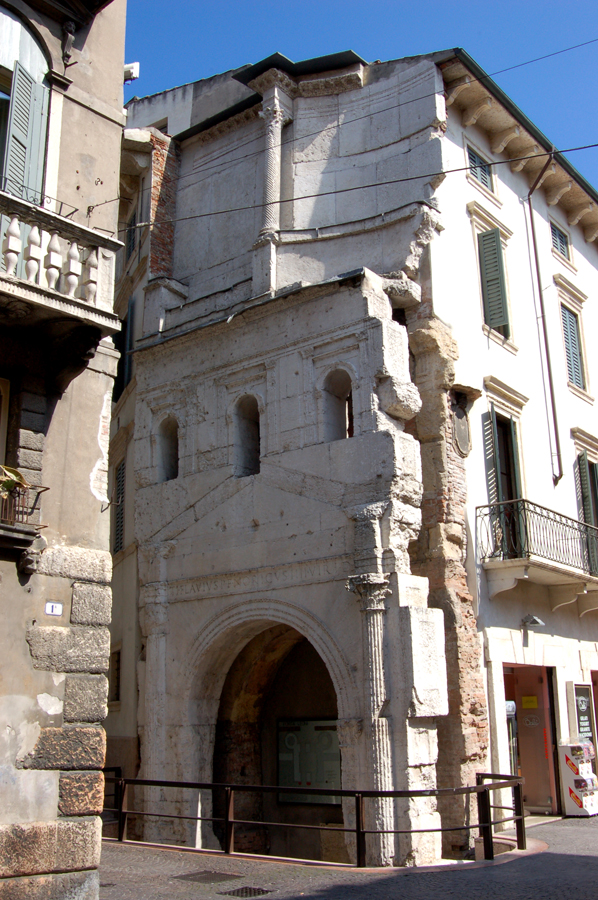
レオーニ門（市内側の左側通路部分）

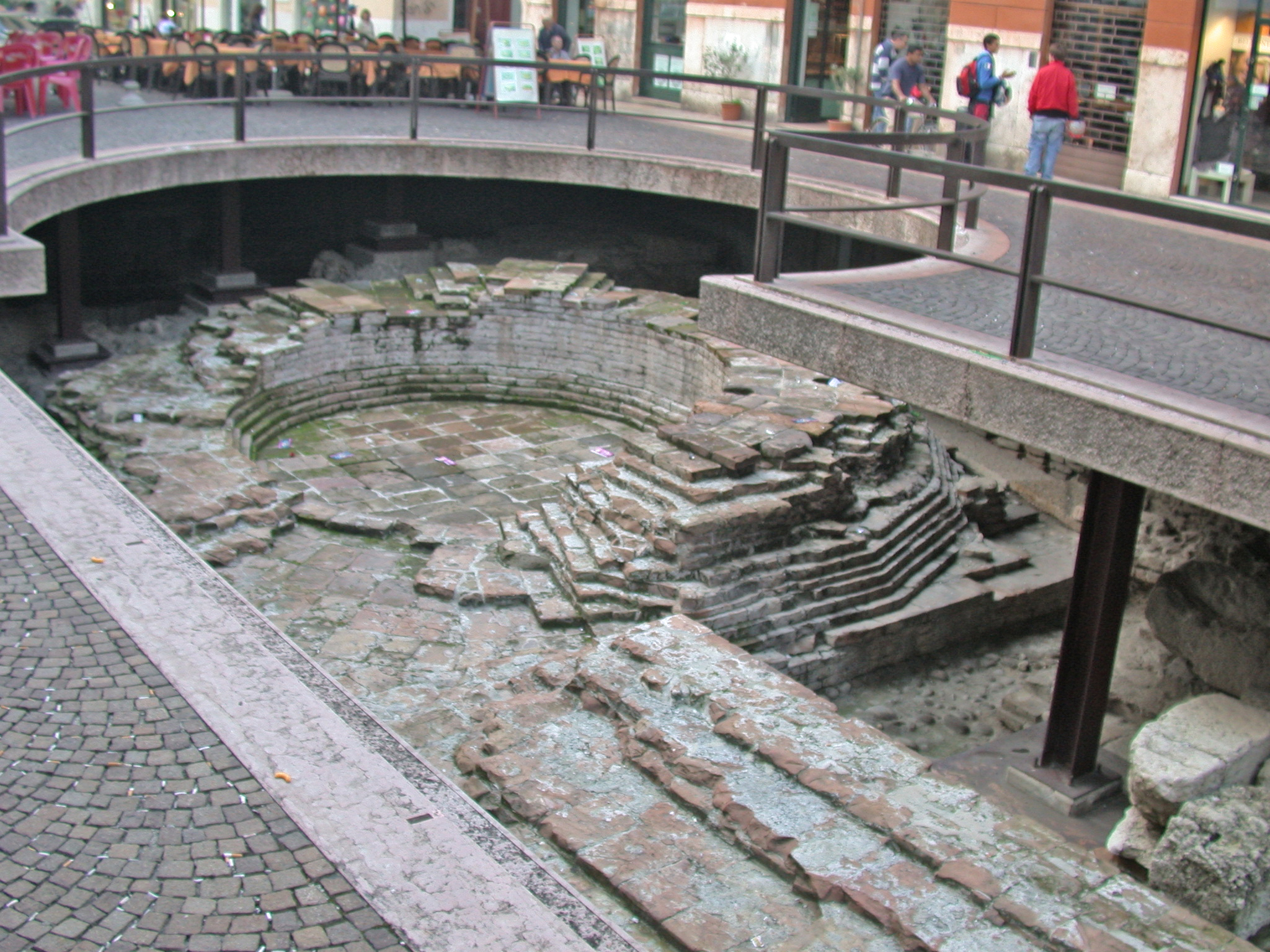
レオーニ門（塔の基礎部分）

レオーニ門（イタリア語: Porta Leoni）は、イタリアのヴェローナにある古代ローマ時代の門。古代ローマ時代の街の基軸道路カルド・マクシムスの南東端にあり、紀元前1世紀中頃から1世紀の間に造られた。なお、紀元前1世紀に造られ1世紀に改築されたとする説もある。古代ローマ時代の門の呼び名は不明だが、15世紀に近隣から発掘された石棺の表面に彫られたライオンに因んで、レオーニ（ライオン）門と呼ばれたと言われる。
かつては、長方形の中庭を挟んで市内側と市外側に2つの通路を持ち、市外側の通路の両側には多角形（ほぼ円形）の塔を持つ大規模な城門であった。現在、市内側の1つの通路（アーチ通路）が建物の壁面の一部として残り、また中庭の壁部分と塔の基礎が道路下から発掘されフェンスで囲まれて展示されている。門全体の大きさは高さ約13m、通路側と壁側のそれぞれの長さが約17mの長方形の中庭であった。

## アクセス
- ATVバス（市バス） Lungadige Rubeleバス停またはSt.ne S.Fermoバス停の北西 約100m
- ヴェローナ・ポルタ・ヌオーヴァ駅の北東約1.8km